# Gasthof Schwarzer Adler (Mainbernheim)

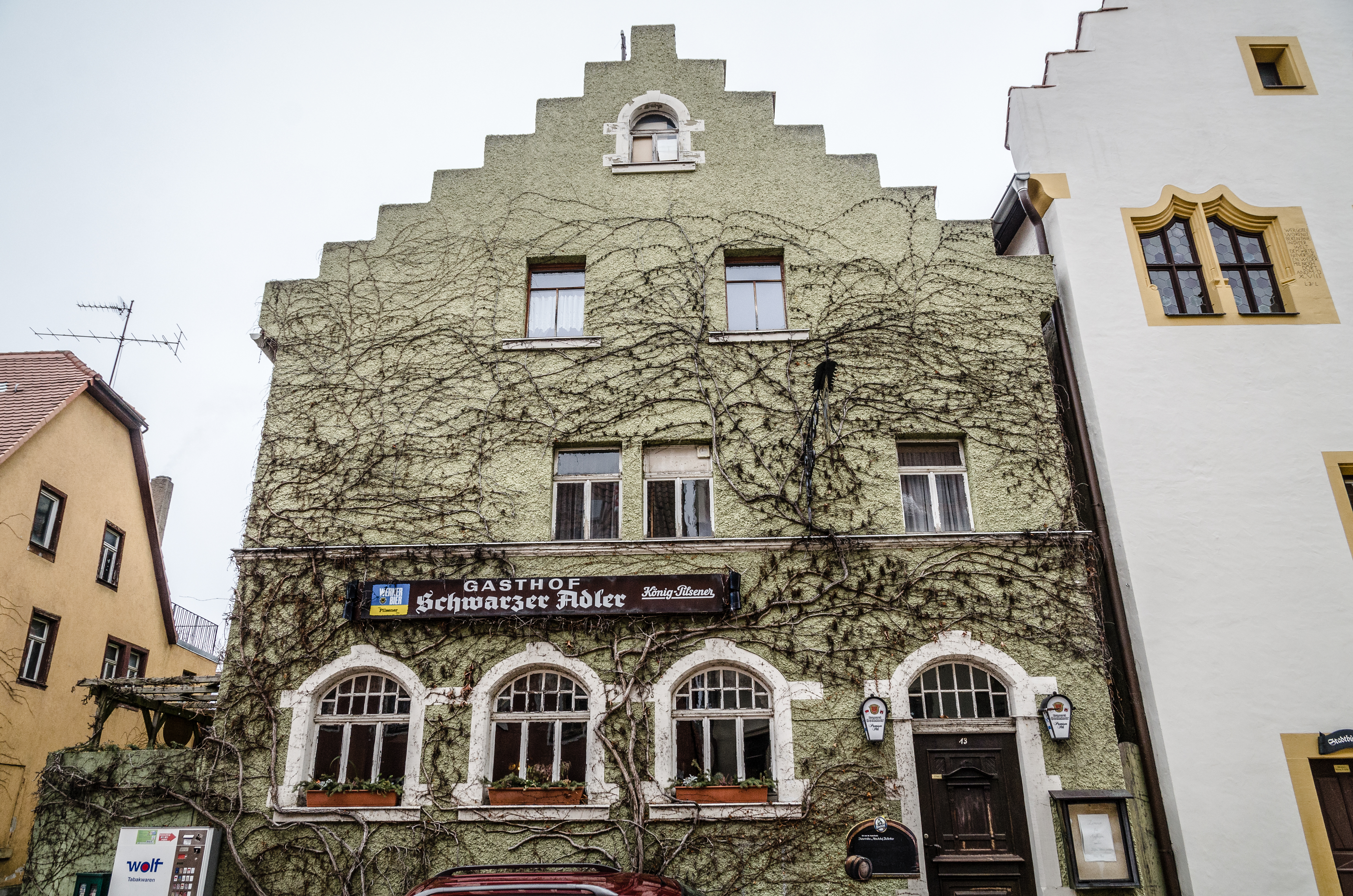
Das Haus in der Herrnstraße 13

Der Gasthof Schwarzer Adler (Adresse Herrnstraße 13; früher Hausnummer 30) ist ein denkmalgeschütztes Bauwerk in der Altstadt des unterfränkischen Mainbernheim. 

## Geschichte
Die Stadt Mainbernheim besitzt durch ihre Lage an der Hohen Straße zwischen Nürnberg und Frankfurt eine große Tradition von Beherbergungsbetrieben. Bereits um 1700 bestanden in der kleinen Stadt drei Gasthäuser. Mit dem Gasthof zur „Güldenen Crone“ im Paulshaus aus dem 16. Jahrhundert existierte ein Anlaufpunkt für die Kaiser und Könige auf dem Weg zur Königskrönung in der Stadt. Hier wurden auch die Reichsinsignien zeitweise untergebracht. Erst nach 1700 erhielten auch weitere Gasthäuser eine Konzession. So wurde auch ein Gasthaus in direkter Nachbarschaft zum Mainbernheimer Rathaus etabliert.
Als erster Wirt des neuentstandenen Gasthofes Schwarzer Adler kann der Bäckermeister und Bierbrauer Hans Mulzer (1674–1750) identifiziert werden. Nach seinem Tod übernahm der Sohn Johann Konrad Mulzer den Gasthof, ehe dessen Sohn Johann Caspar zum „Ratsmitglied und Gastgeber Zum Schwarzen Adler dahier...“ aufstieg. Der Gasthof wurde im Jahr 1771 mit einem repräsentativen Gasthausschild ausgestattet. In den 1920er Jahren wurde das Gasthaus grundlegend renoviert und umgebaut. Noch heute befindet sich in den Räumlichkeiten ein Gasthaus.

## Beschreibung
Das Haus Herrnstraße 13 wird vom Bayerischen Landesamt für Denkmalpflege als Baudenkmal eingeordnet. Untertägige Überreste von Vorgängerbauten werden als Bodendenkmal geführt. Das Gasthaus ist Teil des Ensembles Altstadt Mainbernheim. Es präsentiert sich als giebelständiger Satteldachbau an der zentralen Herrnstraße. Es wurde zweigeschossig errichtet und schließt nach oben mit einem Treppengiebel ab. Ein umlaufendes Geschossgesims entstammt noch der Bauzeit, in den 1920er Jahren wurde der Bau grundlegend erneuert. Damals brachte man auch die Fenstergewände aus Kalkstein an. 